# ناحیه هال، شهرستان بورا، ایلینوی
ناحیه هال، شهرستان بورا، ایلینوی (به انگلیسی: Hall Township) یک منطقهٔ مسکونی در ایالات متحده آمریکا است که در شهرستان بورا، ایلینوی واقع شده‌است. ناحیه هال ۸٬۳۰۰ نفر جمعیت دارد و ۲۰۱ متر بالاتر از سطح دریا واقع شده‌است.